# Calcio ai Giochi della XXXIV Olimpiade
Il torneo di calcio ai Giochi della XXXIV Olimpiade sarà il ventinovesimo torneo olimpico di calcio maschile, e il nono di calcio femminile. Si svolgerà dal 12 al 29 2028 in diverse città degli Stati Uniti d'America.

## Calendario
Il programma della competizione è stato annunciato il 14 luglio 2025., senza però confermare i siti di gara né tantomeno specificare quale torneo si concluderà per primo.

## Idoneità
Per la competizione maschile, i giocatori devono essere nati dopo il 1º gennaio 2005. Ogni squadra può includere fino a tre giocatori nati prima di tale data (giocatori fuori quota), mentre per la competizione femminile non è previsto alcun limite di età.
Nel torneo precedente, i membri di riserva non erano autorizzati ad accompagnare la squadra. Successivamente, una modifica al regolamento ha consentito la registrazione di 22 giocatori, suddivisi in 18 membri principali e 4 riserve. Per ciascuna partita è consentita la selezione di 18 giocatori tra i 22 registrati.

## Qualificazioni
Il Consiglio della FIFA non ha ancora approvato l'assegnazione definitiva dei posti per i tornei olimpici di calcio, sebbene il Comitato Olimpico abbia già ufficializzato l'inizio del processo qualificativo

### Sommario
| Comitato olimpico | Torneo maschile | Torneo femminile | Atleti |
| ----------------- | --------------- | ---------------- | ------ |
| Brasile           |                 | Yes              | 18     |
| Colombia          |                 | Yes              | 18     |
| Stati Uniti       | Yes             | Yes              | 36     |
| Totale: 2 NOCs    | 1/12            | 3/16             | 72/504 |

## Stadi
| Rose Bowl        |          |
| Capacità: 89 702 |          |
|                  | Pasedana |

## Podi
| Evento                      | Oro | Argento | Bronzo |
| Calcio maschile (dettagli)  |     |         |        |
| Calcio femminile (dettagli) |     |         |        |